# Merrick, New York
Merrick är en ort i Nassau County i delstaten New York, USA.